# Поддержите своего шерифа!
«Поддержи́те своего́ шери́фа!» (англ. Support Your Local Sheriff!) — американский комедийный вестерн 1969 года Бёрта Кеннеди, в главных ролях снимались Джеймс Гарнер и Джоан Хакетт.
Фильм стоял на двадцатом месте по кассовым сборам в 1969 году.

## Сюжет
Дикий Запад. Клан Дэнби заправляет небольшим золотодобывающим городком Календар в штате Колорадо. Местные жители вынуждены гнуть спину на шахте и платить дань семейке преступников, которая контролирует единственный судоходный путь из города.
Вскоре в Календаре объявляется крутой парень Джейсон МакКаллох, который хочет попасть в Австралию. Увидев беззаконие, которое творит семья Дэнби, а также остро нуждаясь в деньгах, Джейсон предлагает свои услуги мэру Перкинсу в качестве шерифа. Вступив в должность, Джейсон выходит на тропу войны с Дэнби, арестовав и бросив за решётку младшего члена банды, Джо. Также шериф берёт себе в помощники местного чудака Джейка и попутно завязывает роман с Пруди Перкинс, дочерью мэра.
Джейсон, Пруди и Джейк втроём дают бой преступной семье и, после продолжительной перестрелки, отправляют всех её членов в тюрьму. В финале Джейсон и Пруди женятся, а сам шериф впоследствии становится губернатором штата Колорадо, так и не побывав в Австралии.

## В ролях
- Джеймс Гарнер — шериф Джейсон МакКаллох;
- Джоан Хакетт — Пруди Перкинс, дочь мэра;
- Уолтер Бреннан — Па Дэнби, глава семьи;
- Гарри Морган — мэр Олли Перкинс;
- Джек Элам — помощник шерифа Джейк;
- Генри Джонс — Генри Джексон;
- Брюс Дерн — Джо Дэнби;
- Уиллис Бучи — Томас Девери;
- Джин Эванс — Том Дэнби;
- Кэтлин Фримен — миссис Дэнверс.

## История создания
Первоначально фильм назывался просто «Шериф», однако Джеймс Гарнер, вдохновившись слоганом с рекламного плаката «Support Your Local Police» (рус. Поддержите вашу местную полицию), убедил режиссёра поменять название.
В период пре-продакшна фильма компания Paramount Pictures угрожала судебным иском, так как по их словам, открывающая сцена «Шерифа» копирует момент из фильма «Золото Калифорнии». Гарнер предоставил им сценарий, в котором был указан материал, послуживший источником вдохновения для этой сцены; иск был отозван.